# 郵便局前停留場
郵便局前停留場（日语：／ Yubinkyokumae teiryūjō */?），又稱郵便局前電車站，是位於岡山縣岡山市北區磨屋町和中山下一丁目，岡山電氣軌道清輝橋線的電車站。車站編號為S04。

## 歷史
- 1931年（昭和6年）9月1日 磨屋町筋（1968年廢止）至蓮昌寺（現時：田町）之間開設東田町停留場。
- 1937年（昭和12年）7月6日 電車站改名為郵便局前停留場。

## 電車站構造
電車站是建造在共用行車道上。電車站設有1面2線的島式低地台月台。

## 電車站周邊
- 岡電巴士、兩備巴士、下電巴士（日语：下津井電鉄）、中鐵巴士（日语：中鉄バス）、備北巴士（日语：備北バス）「NTT岡山前」巴士站
- 岡電巴士「農業會館前」巴士站
- 國道53號（日语：国道53号）（國道180號（日语：国道180号）重疊區間，柳川筋（日语：柳川筋））
- 岡山市道錦町古京線（縣廳通）
- 岡山中央郵局（日语：岡山中央郵便局）
- 天滿屋（日语：天満屋）岡山店
- 天滿屋巴士站（日语：天満屋バスステーション）
- Cred岡山（日语：クレド岡山）
  - FM岡山（日语：岡山エフエム放送）
- Lots大廈
- 磨屋町大廈
  - 中鐵巴士（日语：中鉄バス）總部
- 岡山縣農業會館
- 岡山縣觀光聯盟
- 交通綠洲大廈（日语：岡山交通）
- NTT西日本（日语：西日本電信電話）岡山分店
- Espace岡山
- 岡三証券岡山分店
- 山陰合同銀行岡山分店
- 百十四銀行（日语：百十四銀行）岡山分店
- 四國銀行（日语：四国銀行）岡山分店
- 瑞穗信託銀行岡山分店
- 三井住友信託銀行岡山分店
- Jolly東寶（日语：福武観光）（東寶院線電影院）
- 覺善院（日语：覚善院）

## 相鄰電車站
岡山電氣軌道
■清輝橋線
柳川（S03）－郵便局前（S04）－田町（S05）

## 注腳
1. ↑  郵便局前停留場 鉄道駅・停車場ガイド | レイルラボ(RailLab) （页面存档备份，存于）（日語）

## 外部連結
- 岡山電気軌道株式会社 電車事業部（路面電車） （页面存档备份，存于）（日語）